# Henry Wriothesley, 3. Earl of Southampton

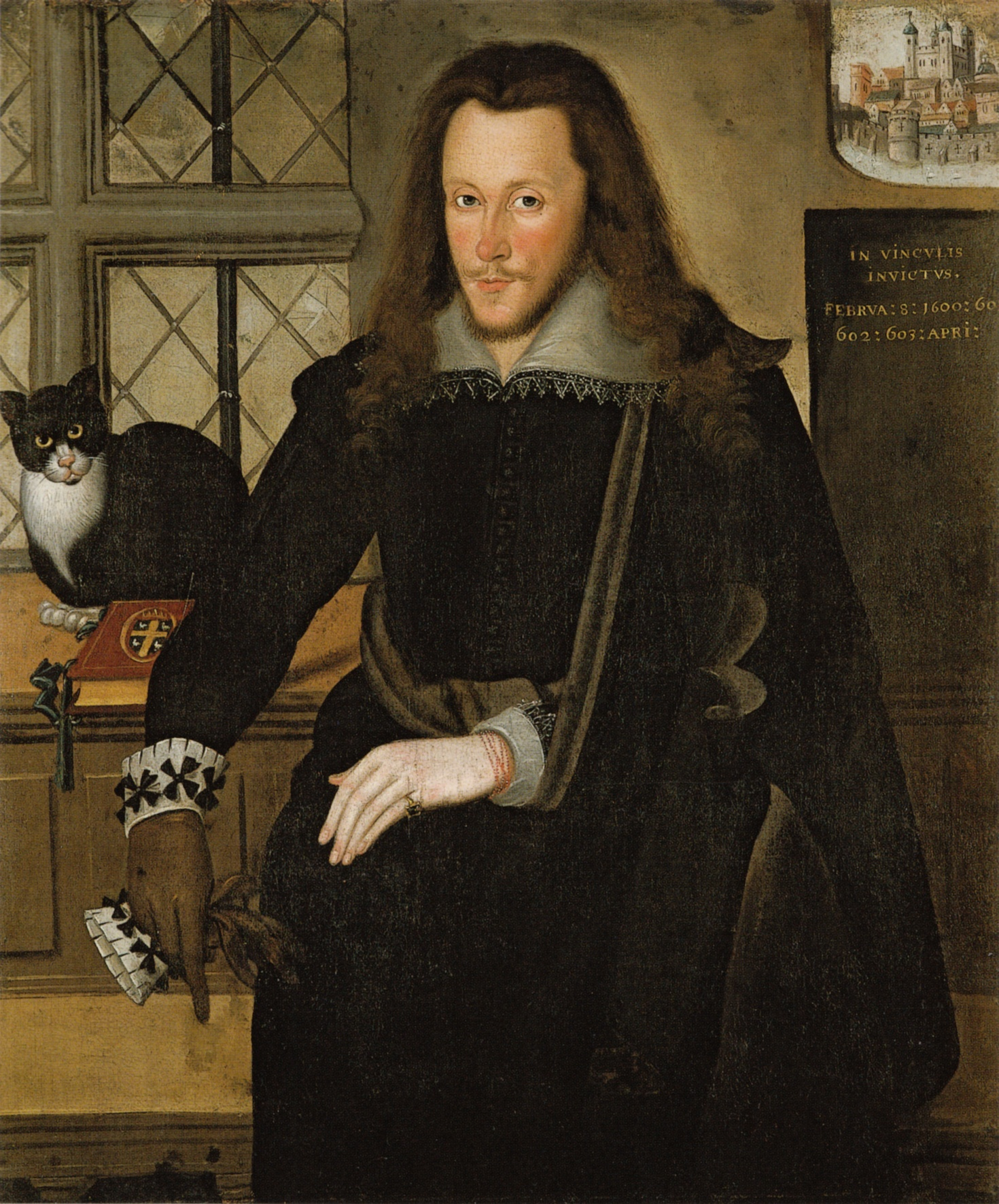
Henry Wriothesley, 1603, im Tower,
John de Critz zugeschrieben.

Henry Wriothesley, 3. Earl of Southampton, KG (* 6. Oktober 1573 in Cowdray House bei Midhurst, Sussex; † 10. November 1624 in Bergen op Zoom, Niederlande) war ein englischer Adliger, der als Patron von William Shakespeare und Mit-Gründer der Kolonie Virginia bekannt ist.

## Unter Elisabeth I.

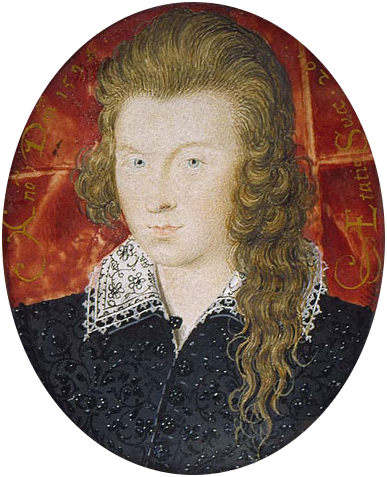
Henry Wriothesley, 1594, Miniatur von Nicholas Hilliard

Er war der zweite Sohn von Henry Wriothesley, 2. Earl of Southampton (1545–1581), und seiner Frau Mary Browne (1552–1607), der Tochter von Anthony Browne, 1. Viscount Montagu. Sein Vater war als Katholik erzogen worden und verbrachte vier Jahre, aufgrund des Vorwurfs in Pläne zum Sturz von Königin Elisabeth I. verwickelt zu sein, im Tower of London. Sein Vater starb, als er kaum acht Jahre alt war. Er erbte dessen Adelstitel als 2. Earl of Southampton, zog nach Midhurst und wurde danach als königliches Mündel unter der Aufsicht des engen Vertrauten von Königin Elizabeth und Lordschatzmeisters William Cecil erzogen. Ab 1585 besuchte er St. John’s College an der University of Cambridge, wo er die Dichter Robert Greene, Christopher Marlowe und Thomas Nashe kennenlernte und nach vier Jahren 1589 mit seinem Magister Artium abschloss. Schon vorher war er aber als Student am Gray’s Inn zugelassen. 1590 wurde er bei Hof vorgestellt, wo er bald zum Freundeskreis des damaligen Favoriten der Königin Robert Devereux, 2. Earl of Essex, gehörte und von der Königin außergewöhnliche Gunstbeweise erhielt. Beispielsweise wurde er im ungewöhnlich jungen Alter von 20 zur Wahl als Ritter des Hosenbandorden vorgeschlagen (allerdings nicht gewählt).

### Verbindung zu William Shakespeare
Southampton interessierte sich sehr für Theater und Dichtung und wurde ihr eifriger Förderer, der (nicht nur literarisch) viel umworbene Mäzen Londoner Dichterkreise. So widmete Thomas Nashe ihm sein Jack Wilton (1594) und Gervase Markham sein Gedicht über den letzten Kampf von Sir Richard Grenville (bei Southamptons Tod 1624 schrieb er auch ein Traktat Honor to his perfection). Der junge, ebenfalls von Southampton geförderte Barnabe Barnes widmet ihm ein Gedicht in seiner Sammlung Parthenophil und Parthenope (ca. 1593) und John Florio Worlde of Wordes (1598). Letzterer war bei ihm einige Jahre gleich nach dem Ende von Southamptons Studium als Italienisch-Lehrer beschäftigt. Bei seinem Tod schrieb der Dichter John Beaumont (1583–1627) ihm zu Ehren eine Elegie.

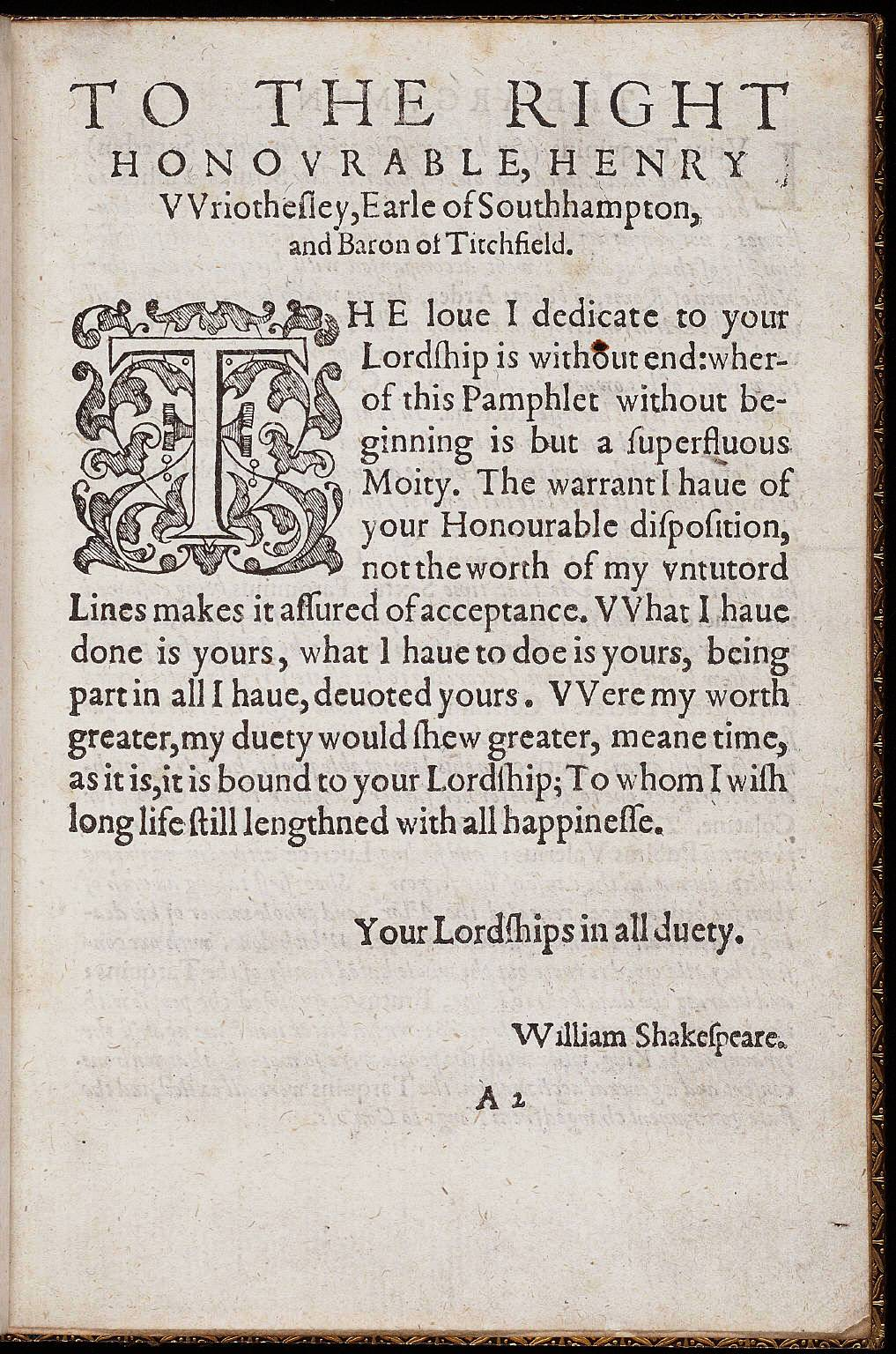
Widmung in Shakespeares Lukrezia, 1594

Southampton ist heute vor allem als Patron von William Shakespeare bekannt. Rowland White schrieb 1599 an Robert Sidney, 1. Earl of Leicester: „Die Lords Southampton und Rutland lassen sich nicht am Hof blicken. Sie verbringen ihre Zeit in London einzig damit, jeden Tag ins Theater zu gehen.“ Shakespeares Venus und Adonis von 1593 war Southampton gewidmet, allerdings in einem Ton, der zwar Respekt, aber keine nähere Bekanntschaft verrät. Die Widmung von Lukrezia (1594) ist demgegenüber deutlich verschieden:

“The love I dedicate to your lordship is without end […] What I have done is yours; what I have to do is yours; being part in all I have, devoted yours.”

„Die Liebe die ich eurer Lordschaft darbringe ist ohne Ende […] Was ich geschaffen habe, ist Euer, Was ich noch schaffen werde, ist Euer. Ihr seid Teil von allem was ich habe, Euer.“

Der Dramatiker Nicholas Rowe schrieb (unter Berufung auf Sir William Davenant) in seinem Life of Shakespeare, dass Shakespeare bei einer Gelegenheit mit 1000 Pfund von Southampton unterstützt wurde.
Der Shakespeare-Biograph Nathan Drake (1766–1836) war der erste, der vorschlug, dass Southampton der unbekannte junge Mann sei, an den viele von Shakespeares Sonetten gerichtet sind. In der einzigen Ausgabe zu Shakespeares Lebzeiten (1609) widmete der Herausgeber Thomas Thorpe sie an “the onlie begetter of these insuing Sonnets, Mr. W.H.” Das würde eigentlich einer Southampton-These widersprechen; Drake meinte aber, dass mit begetter („Erzeuger“) der Buchhändler gemeint sei, bei dem die Sonette gedruckt wurden. Andere Verfechter dieser Theorie erklären, dass W.H. für eine Verkehrung der Initialen von Southamptons Namen (Henry Wriothesley) stehe. Das Hauptargument der Verfechter der Southampton-Theorie ist die enge Verbindung zwischen Shakespeares und Southampton, was z. B. aus der Widmung der Lukrezia hervorgehe, und die allgemein bekannte Rolle, die der gut aussehende jugendliche Adlige als Mäzen und Liebhaber nicht nur für die Literatenzirkeln in London spielte. Ein weiterer bekannter Verfechter der Southampton-Theorie war Sidney Lee, der den Artikel über Wriothesley im Dictionary of National Biography verfasste. In diesem Zusammenhang wird auch – erstmals von William Munto – die These vertreten, Shakespeare habe mit den Sonetten den mit ihm rivalisierenden Dichter erotischer Gedichte, George Chapman, in der Gunst von Wriothesley ausgestochen.

### Verbindung zu Robert Devereux, Earl of Essex
Southampton war eng mit Robert Devereux, 2. Earl of Essex befreundet. 1595 hatte er eine Liebschaft mit der Kusine von Essex, Elisabeth Vernon, die er schließlich 1598 heiratete, sehr zum Unwillen und ohne Erlaubnis der Königin, die das bei ihren Hofdamen ungern sah. Beide wurden dafür eine Weile in das Fleet-Gefängnis eingesperrt.
1596 und 1597 nahm Southampton an den Kriegszügen von Essex gegen Cádiz und die Azoren teil, bei denen er sich durch wagemutiges Vorgehen auszeichnete. 1598 hatte er am Hof einen Streit mit Ambrose Willoughby und begleitete später im selben Jahr den ersten Staatssekretär der Königin, Robert Cecil, auf eine diplomatische Mission nach Paris. 1599 begleitete er Essex in den Nine Years War (1595–1603) nach Irland als Kavalleriegeneral, musste den Posten aber auf Anweisung der Queen zurückgeben und begleitete Essex stattdessen als Freund, der zwar – wie in den Berichten an Lord Cecil zu lesen war – die meiste Zeit einer Liebesaffäre mit einem Hauptmann Piers Edmunds widmete, aber sich auch im Gefecht auszeichnete, als er und seine Reiter einen Angriff der Iren bei Arklow im County Wicklow zurückschlugen. Auf Anweisung der Königin musste er nach London zurückkehren. Da er auch in die missglückte Verschwörung von Essex gegen die Queen verwickelt war (am Abend der Verschwörung ließ er im Globe Theatre Shakespeares Richard II. spielen, in dem es um die Absetzung eines Königs geht), wurde er im Februar 1601 zum Tode verurteilt, was auf Verwendung von Lord Cecil hin aber in eine lebenslange Haft umgewandelt wurde. Außerdem wurden ihm seine Adelstitel aberkannt.

## Unter Jakob I.

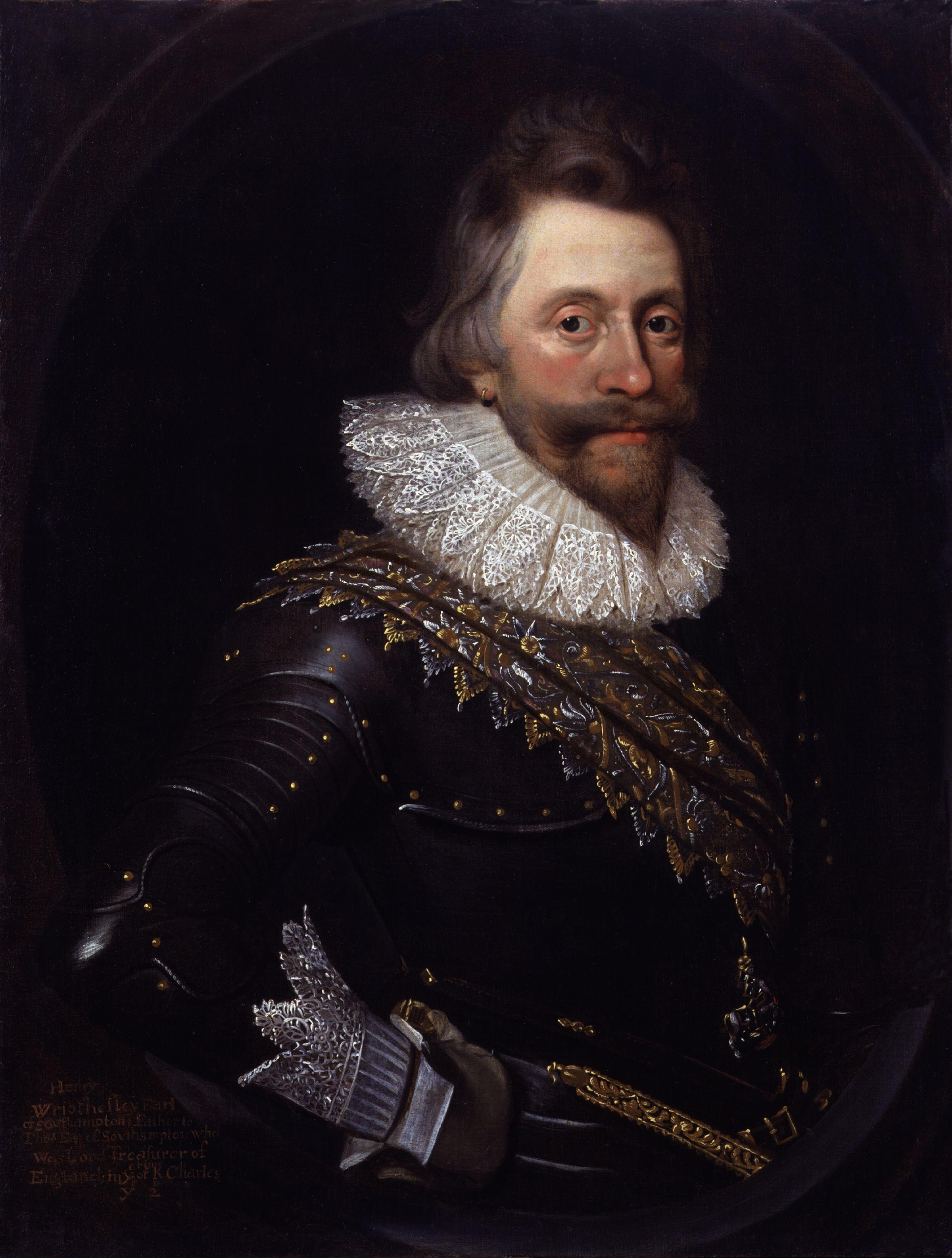
Henry Wriothesley, um 1618, Porträt von Daniel Mytens, National Portrait Gallery

Nach der Thronbesteigung von Jakob I. kam Wriothesley aus dem Gefängnis frei und war am Hof wieder in Gunst. Er erhielt durch einen Parlamentsakt 1603 seine Titel zurück, wurde Hauptmann der Isle of Wight und Knight Companion des Hosenbandordens, war allerdings auch in verschiedene Hofzwistigkeiten verwickelt. 1603 wurde er sogar aufgrund einer hitzigen Debatte des (alten Essex-Gegners) Lord Grey of Wilton in Gegenwart von Königin Anne kurzzeitig eingesperrt. Nach seiner Entlassung 1603 nahm er sofort seine Verbindung zum Theater wieder auf und unterhielt beispielsweise die Königin Anna mit einer Aufführung von Shakespeares Verlorener Liebesmüh im Southampton House durch die Theatertruppe „Lord Chamberlain’s Men“ von Richard Burbage, zu der Shakespeare gehörte. 1619 wurde er Privy Counsellor des Königs, verlor diesen Posten aber 1621 wegen seiner offenen Gegnerschaft zum mächtigen Minister und Günstling von Jakob I. George Villiers.
1614 war er unter den Freiwilligen, die auf Seite der Protestanten in Deutschland kämpften. 1617 schlug er eine Expedition gegen Piraten im Mittelmeer vor.

## Die Kolonie Virginia
Wriothesley war auch ein entschiedener Unterstützer kolonialer Bestrebungen im Elisabethanischen England und war aktives Mitglied (Direktor) im Rat der „Virginia Company“ (und auch der East India Company). Die Profiterwartungen erwiesen sich zwar als illusorisch (so dass sich die Gesellschaft 1624 auflöste), als Teil der Gruppe um Sir Edwin Sandys in der Gesellschaft arbeitete er aber unermüdlich an der Etablierung Virginias als ständiger englischer Kolonie in Nordamerika, die in ihren Augen neue Absatzmärkte für englische Güter böte und als Ziel von Auswanderern einer Übervölkerung Englands vorbeugen würde. Darin waren sie letztendlich erfolgreich. Ortsbezeichnungen wie „Hampton Roads“, „Hampton River“ und der Stadt Hampton und des Southampton County in Virginia müssen aber nicht unbedingt auf ihn zurückgehen, da der Name in England verbreitet ist, und auch die bedeutenden Hafenstadt Southampton bezeichnet.

## Tod und Begräbnis
1624 war er zusammen mit seinem ältesten Sohn James unter den Freiwilligen, welche die Niederlande gegen Spanien verteidigten (Achtzigjähriger Krieg). Nach der Landung in den Niederlanden erlagen beide kurz nacheinander der Pest. Sie liegen beide in Titchfield in Hampshire begraben.

## Familie

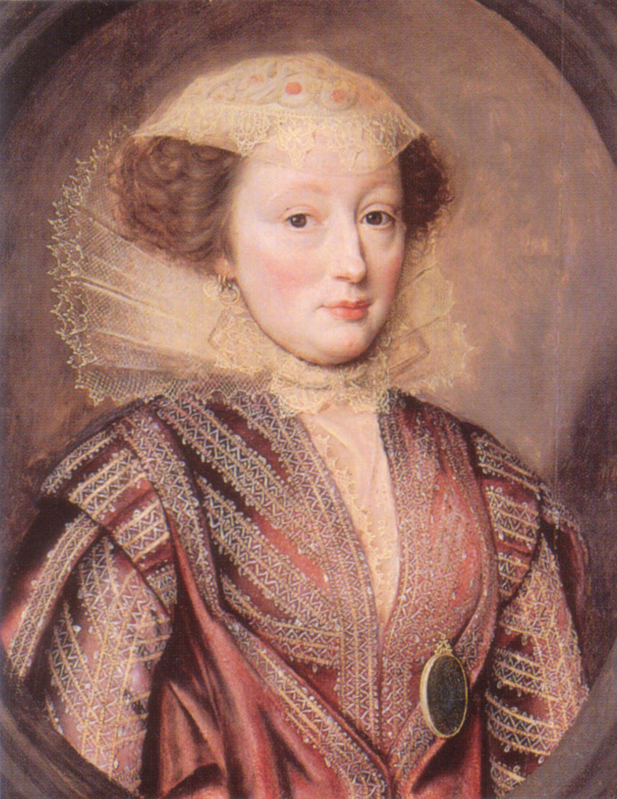
Elizabeth Vernon, Countess of Southampton, um 1618

1597 heiratete Henry Wriothesley Elizabeth Vernon (um 1572–um 1655), Tochter von John Vernon of Hodnet und Elizabeth Devereux. Elizabeth Devereux war eine Nachkommin von Walter Devereux, 1. Viscount Hereford, Henry Stafford, 2. Duke of Buckingham und John Talbot, 1. Earl of Shrewsbury.
Gemeinsam hatten sie mindestens vier Kinder:
- Penelope Wriothesley (1598–1667) ⚭ William Spencer, 2. Baron Spencer of Wormleighton (1591–1636);
- Anne Wriothesley (* 1600) ⚭ Robert Wallop of Farley Wallop (1601–1667);
- James Wriothesley (1605–1624);
- Thomas Wriothesley, 4. Earl of Southampton (1607–1667) ⚭ (1) Rachel de Massue (1603–1639/40); ⚭ (2) Elizabeth Leigh († um 1659); ⚭ (3) Frances Seymour.

## Sonstiges
Es gibt zahlreiche Porträts von Southampton, die ihn als gutaussehenden Mann mit rötlichem Haar und blauen Augen zeigen, durchaus vergleichbar mit der Beschreibung von „a man right fair“ in Shakespeares Sonetten.
Viele der Elegien von Southampton und die Memoirs of Henry Wriothesley, the third Earl of Southampton sind in James Boswells Shakespeare abgedruckt.
Peter Alvor vertrat 1906 in Das neue Shakespeare Evangelium die Theorie, dass die Werke von Shakespeare eigentlich von Wriothesley und Roger Manners, Earl of Rutland stammen und sie den Namen Shakespeare benutzten, um nicht bei der Königin anzuecken.